# Gilson Willets
Gilson Willets (Brooklyn, 10 agosto 1869 – Los Angeles, 26 maggio 1922) è stato uno sceneggiatore, giornalista e scrittore statunitense.

## Filmografia
- The Collector of Pearls, regia di Charles H. France - cortometraggio (1913)
- The Dancer's Redemption, regia di Colin Campbell - cortometraggio (1913)
- A Change of Administration, regia di Hardee Kirkland - cortometraggio (1913)
- Dixieland, regia di Hardee Kirkland - cortometraggio (1913)
- The Suwanee River, regia di Hardee Kirkland - cortometraggio (1913)
- The Ten Thousand Dollar Toe, regia Hardee Kirkland - cortometraggio (1913)
- The Man in the Street, regia di Oscar Eagle - cortometraggio (1913)
- The Jeweled Slippers, regia di Oscar Eagle - cortometraggio (1913)
- The Invisible Government, regia di Oscar Eagle - cortometraggio (1913)
- The Conscience Fund, regia di Francis J. Grandon - cortometraggio (1913)
- When May Weds December, regia di Francis J. Grandon - cortometraggio (1913)
- The Port of Missing Women
- The Adventures of Kathlyn, regia di Francis J. Grandon - serial cinematografico (1913)
- Father's Day, regia di Hardee Kirkland - cortometraggio (1913)
- The Story of Venus, regia di Norval MacGregor - cortometraggio (1914)
- The Story of Cupid, regia di Norval MacGregor - cortometraggio (1914)
- The Story of Diana, regia di Norval MacGregor - cortometraggio (1914)
- In Spite of the Evidence, regia di Walter C. Bellows - cortometraggio (1914)
- The Lily of the Valley, regia di Colin Campbell - cortometraggio (1914)
- Your Girl and Mine: A Woman Suffrage Play, regia di Giles Warren (1914)
- When His Ship Came In, regia di Tom Santschi - cortometraggio (1914)
- If I Were Young Again, regia di Francis J. Grandon - cortometraggio (1914)
- Out of Petticoat Lane, regia di Francis J. Grandon - cortometraggio (1914)
- Il cacciatore di bisonti (In the Days of the Thundering Herd), regia di Colin Campbell e Francis J. Grandon - mediometraggio (1914)
- Her Sister, regia di Edward LeSaint - cortometraggio (1914)
- The Lady or the Tigers
- Ashes of Gold, regia di Edward LeSaint - cortometraggio, soggetto (1915)
- The Quarry - cortometraggio (1915)
- The Millionaire Baby, regia di Lawrence Marston e (non accreditato) Thomas N. Heffron (1915)
- The House of a Thousand Candles, regia di Thomas N. Heffron (1915)
- A Black Sheep, regia di Thomas N. Heffron (1915)
- Sweet Alyssum, regia di Colin Campbell (1915)
- I'm Glad My Boy Grew Up to Be a Soldier, regia di Frank Beal - mediometraggio (1915)
- The Adventures of Kathlyn, regia di Francis J. Grandon (1916)
- At Piney Ridge, regia di William Robert Daly (1916)
- Temperance Town, regia di Thomas N. Heffron - cortometraggio (1916)
- The Sacrifice, regia di Frank Beal - cortometraggio (1916)
- Indiana, regia di Frank Beal (1916)
- The Prince Chap, regia di Marshall Neilan (1916)
- The Garden of Allah, regia di Colin Campbell (1916)
- The Princess of Patches, regia di Alfred E. Green (1917)
- Delayed in Transit
- Beware of Strangers, regia di Colin Campbell (1917)
- The Heart of Texas Ryan, regia di E.A. Martin (1917)
- Little Lost Sister, regia di Alfred E. Green (1917)
- The Mystery of the Double Cross
- In the Talons of an Eagle, regia di Francis J. Grandon - cortometraggio (1917)
- I Hear Her Calling Me (from the Heart of Africa)
- Who Shall Take My Life?, regia di Colin Campbell (1917)
- The City of Purple Dreams, regia di Colin Campbell (1918)
- Loaded Dice
- Ruler of the Road
- The First Law
- Hands Up - serial
- The Bells
- Little Orphant Annie, regia di Colin Campbell (1918)
- The Tiger's Trail
- The Adventures of Ruth
- The Third Eye
- Ruth of the Range

## Galleria di film

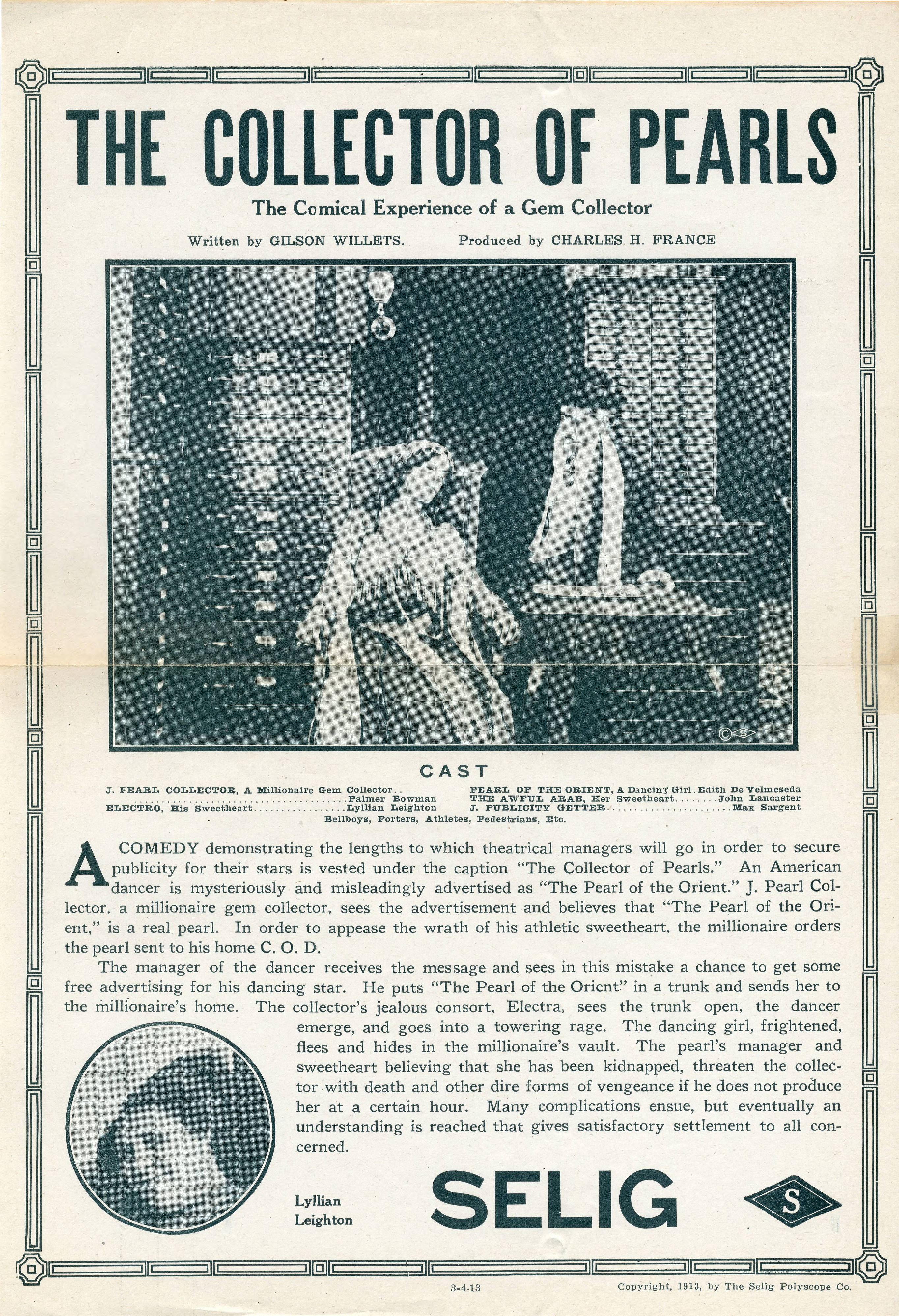
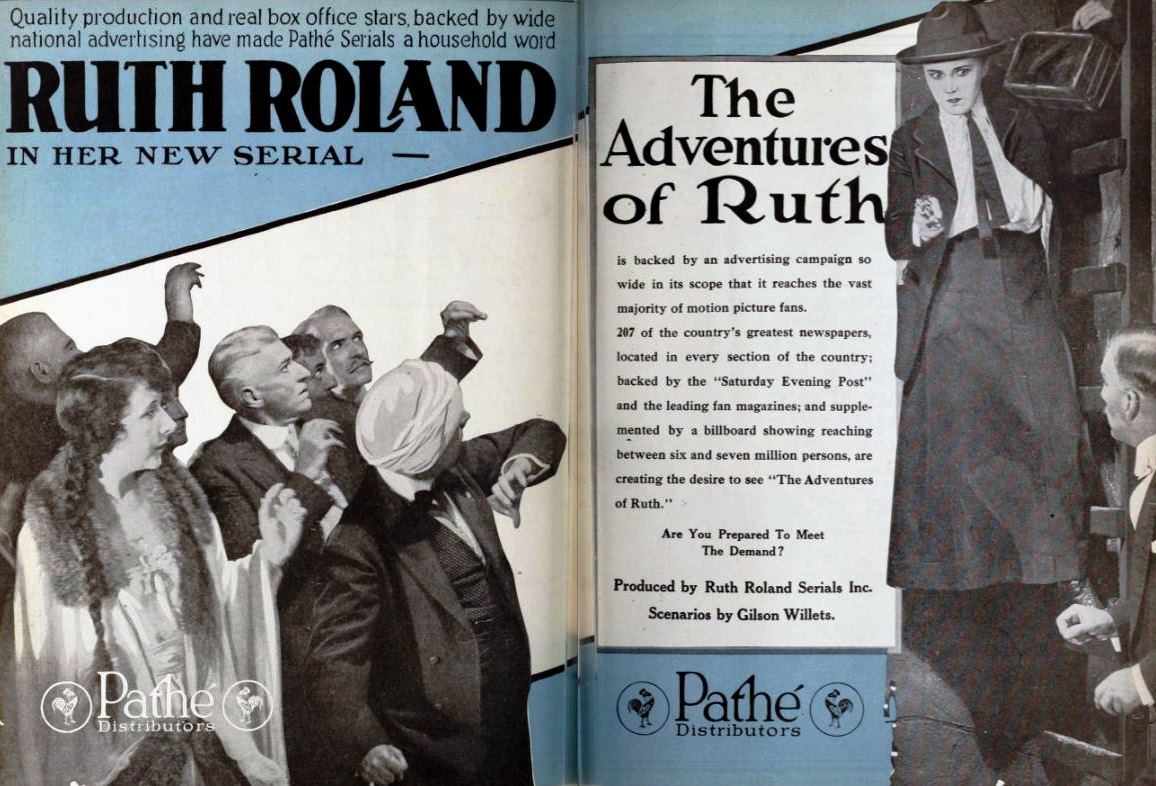